# Уэйлен, Шон
Шон Уэйлен (англ. Sean Whalen; род. 19 мая 1964, Вашингтон, США) — американский актёр, сценарист и режиссёр. Известен благодаря таким фильмам как «Люди под лестницей», «Смерч», «То, что ты делаешь» и «Хеллоуин 2».

## Биография
Шон Уэйлен родился 19 мая 1964 года в Вашингтоне (округ Колумбия), США. Он окончил среднюю школу Шервуд и после поступил в Калифорнийский университет в Лос-Анджелесе. Как и большинство актёров, начинал с простой работы, был официантом, работал в свободное от учёбы время. Женат, имеет двух дочерей.

### Карьера
Первая его большая роль в фильме «Люди под лестницей» (1991), в котором он сыграл парня по имени Роч. После он снимался в других удачных фильмах: «Смерч» (1996), «То, что ты делаешь» (1996), и «Хеллоуин 2» (2009). Он также имел эпизодические роли в телесериалах: «Охотники за нечистью», «Остаться в живых», «Лоис и Кларк: Новые приключения Супермена», «Друзья» и другие. В 1993 году сыграл роль смотрителя исторического музея в рекламном ролике, первом из многолетнего цикла Got Milk?. В 2017 году он снялся в фильме «Дом смерти» в роли Сатаны.

## Избранная фильмография
| Год       |   | Русское название                          | Оригинальное название                        | Роль            |
| --------- | - | ----------------------------------------- | -------------------------------------------- | --------------- |
| 1991      | ф | Люди под лестницей                        | The People Under The Stairs                  | Роч             |
| 1992      | ф | Бэтмен возвращается                       | Batman Returns                               | Paperboy        |
| 1994      | с | Друзья                                    | Friends                                      | разносчик пиццы |
| 1994      | с | Тэмми и Ти-Рекс                           | Tammy & T-Rex                                | Уизел           |
| 1995      | с | Лоис и Кларк: Новые приключения Супермена | Lois & Clark: The New Adventures of Superman | Скип Уоллес     |
| 1995      | ф | Чокнутая нянька                           | The Crazysitter                              | Карл            |
| 1996      | ф | Смерч                                     | Twister                                      | Аллан Сандерс   |
| 1996      | ф | То, что ты делаешь                        | That Thing You Do!                           | Геклер          |
| 1997      | ф | Люди в чёрном                             | Men in Black                                 | таможенник      |
| 1999      | ф | Рука-убийца                               | Idle Hands                                   | офицер Макмейси |
| 1999      | ф | Нецелованная                              | Never Been Kissed                            | Меркин          |
| 2000      | ф | Ангелы Чарли                              | Charlie's Angels                             | Паскуаль        |
| 2001      | с | Охотники за нечистью                      | Special Unit 2                               | Шон Рэдмонд     |
| 2003      | с | Клиника                                   | Scrubs                                       | Лэдди           |
| 2006      | ф | Свидание моей мечты                       | Employee of the Month                        | Дирк Диттман    |
| 2006      | с | Всё тип-топ, или Жизнь Зака и Коди        | The Suite Life of Zack and Cody              | Уоки Уолли      |
| 2007      | с | Ханна Монтана                             | Hannah Montana                               | Мус Мастер Майк |
| 2007      | с | Остаться в живых: Недостающие элементы    | Lost: Missing Pieces                         | Нил «Фрогурт»   |
| 2009      | ф | Хэллоуин 2                                | Halloween II                                 | Бэкс            |
| 2009      | ф | Похороненная                              | Laid to Rest                                 | Стивен          |
| 2009      | с | Волшебники из Вэйверли Плэйс              | Wizards of Waverly Place                     | Мантув          |
| 2009—2010 | с | Остаться в живых                          | Lost                                         | Нил «Фрогурт»   |
| 2013      | ф | Топор 3                                   | Hatchet III                                  | Рэнди           |
| 2019      | ф | Трое из ада                               | 3 From Hell                                  | Бёрт Вилли      |
| 2020      | ф | Американский огурчик                      | American Pickle                              | исследователь   |